# گاربولدیسهم
گاربولدیسهم (به انگلیسی: Garboldisham) یک روستا و محله مدنی در بریتانیا است که در Breckland District واقع شده‌است. گاربولدیسهم ۱۱٫۱۷ کیلومتر مربع مساحت و ۷۲۱ نفر جمعیت دارد.